# Sven-Olof Lundgren
Sven-Olof Lundgren, född 3 november 1908 i Örnsköldsvik och död 26 mars 1946 i Örnsköldsvik, var en svensk backhoppare. Han representerade Idrottsföreningen Friska Viljor i Örnsköldsvik.

## Karriär
Sven-Olof Lundgren blev svensk mästare i backhoppning tillsammans med lagkamraterna i IF Friska Viljor 1928. Kort efter startade Lundgren i olympiska spelen 1928 i St. Moritz i Schweiz. Under svåra förhållanden med isiga spår lyckades Lundgren ta en femteplats i tävlingen. Han hoppade 48 meter i första omgången och 59 meter i andra omgången då man ökade farten något. Norge vann en dubbelseger genom Alf Andersen och Sigmund Ruud. Rudolf Burkert från Tjeckoslovakien vann bronsmedaljen före svenskarna Axel-Herman Nilsson och Sven-Olof Lundgren.
Lundgren blev svensk mästare individuellt 1929 och vann sin andra guldmedalj i lagtävlingen. Sven-Olof Lundgren blev den första svenska mästaren individuellt som tävlade för IF Friska Viljor.